# Euloxostomum
Euloxostomum, en ocasiones erróneamente denominado Euloxostumum, es un género de foraminífero bentónico de la subfamilia Siphogenerinoidinae, de la familia Siphogenerinoididae, de la superfamilia Buliminoidea, del suborden Buliminina y del orden Buliminida. Su especie tipo es Loxostoma instabile. Su rango cronoestratigráfico abarca desde el Plioceno hasta la Actualidad.

## Discusión
Clasificaciones previas incluían Euloxostomum en el suborden Rotaliina del orden Rotaliida.

## Clasificación
Euloxostomum incluye a las siguientes especies:
- Euloxostomum bradyi
- Euloxostomum elongatiforme
- Euloxostomum instabile
- Euloxostomum mayori
- Euloxostomum pseudobeyrichi